# 諾別利湖

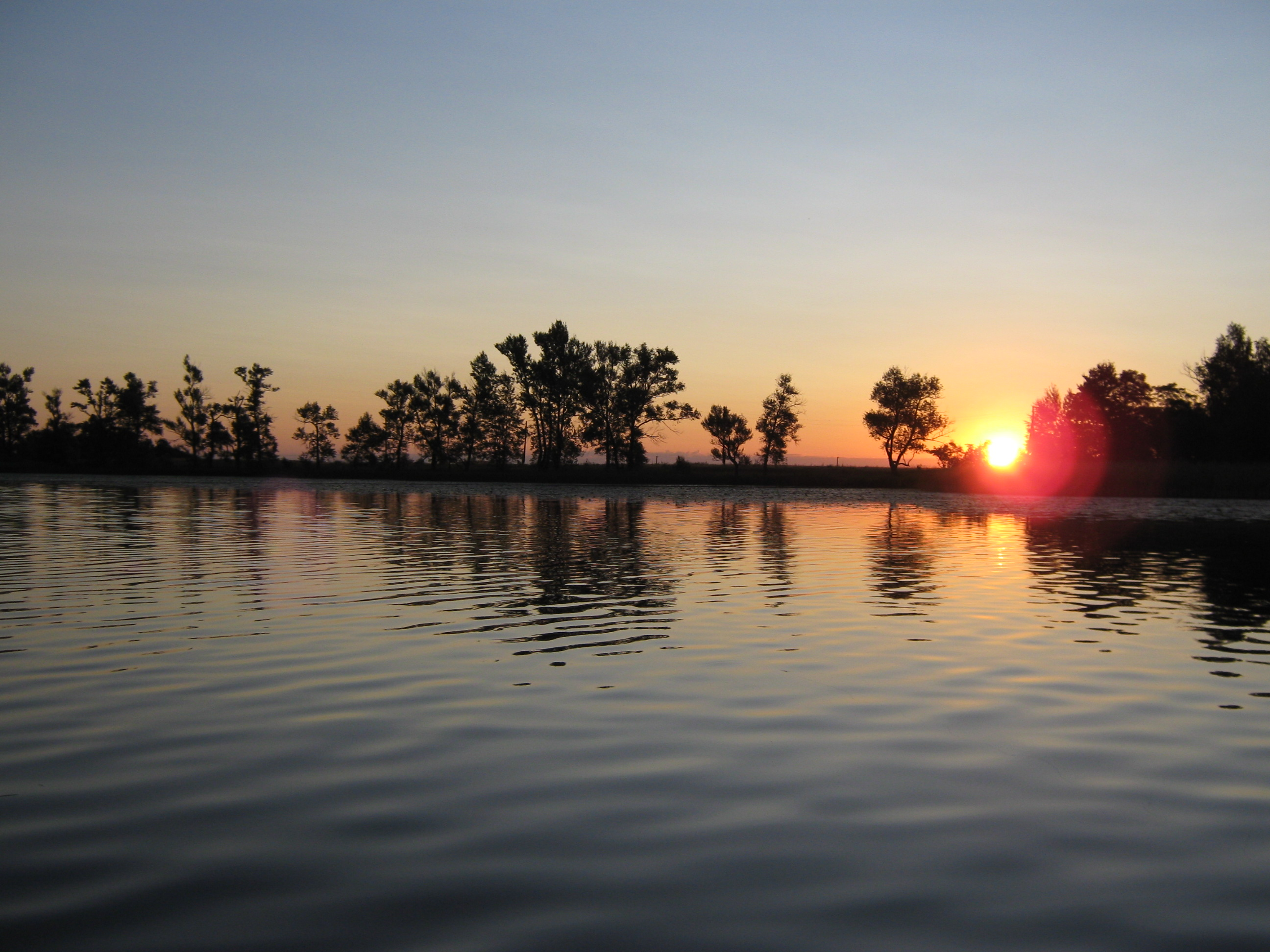

諾別利湖（烏克蘭語：Нобель），是烏克蘭的湖泊，位於該國西北部羅夫諾州，處於普里皮亞季河，長3.4公里、寬2.5公里，面積4.99平方公里，海拔高度138.4米，水深超過10米。

51°52′05″N 25°45′42″E / 51.86806°N 25.76167°E